# 79 a. C.
El año 79 a. C. fue un año del calendario romano prejuliano. En el Imperio romano, fue conocido como el año 675 Ab Urbe condita.

## Acontecimientos
- Quinto Cecilio Metelo Pío (procónsul en Hispania Ulterior) llega a Hispania con dos legiones, comenzando las Guerras Sertorianas contra Quinto Sertorio.
- Fundación de Metellinum. El sertoriano Hirtuleyo vence a M. Domicio Calvino, gobernador de Hispania Citerior.[1]
- Cicerón pronuncia el Pro Roscio Amerino, en el que efectúa un ataque implícito al dictador Sila.

- Se construye un oppidum romano,  Gerunda, junta a la actual de Gerona.

## Nacimientos
- Liu Xiang, historiador chino.

## Fallecimientos
- Plinio el Viejo, escritor, científico, naturalista y militar romano.